# Повіт Тіїсаґата
Пові́т Тіїсаґа́та (яп. 小県郡, ちいさがたぐん, МФА: [t͡ɕiːsagata guɴ]) — повіт у префектурі Наґано, Японія.